# Niemcy sudeccy

Tereny zamieszkałe do 1945 roku w większości przez Niemców na tle mapy dzisiejszych Czech

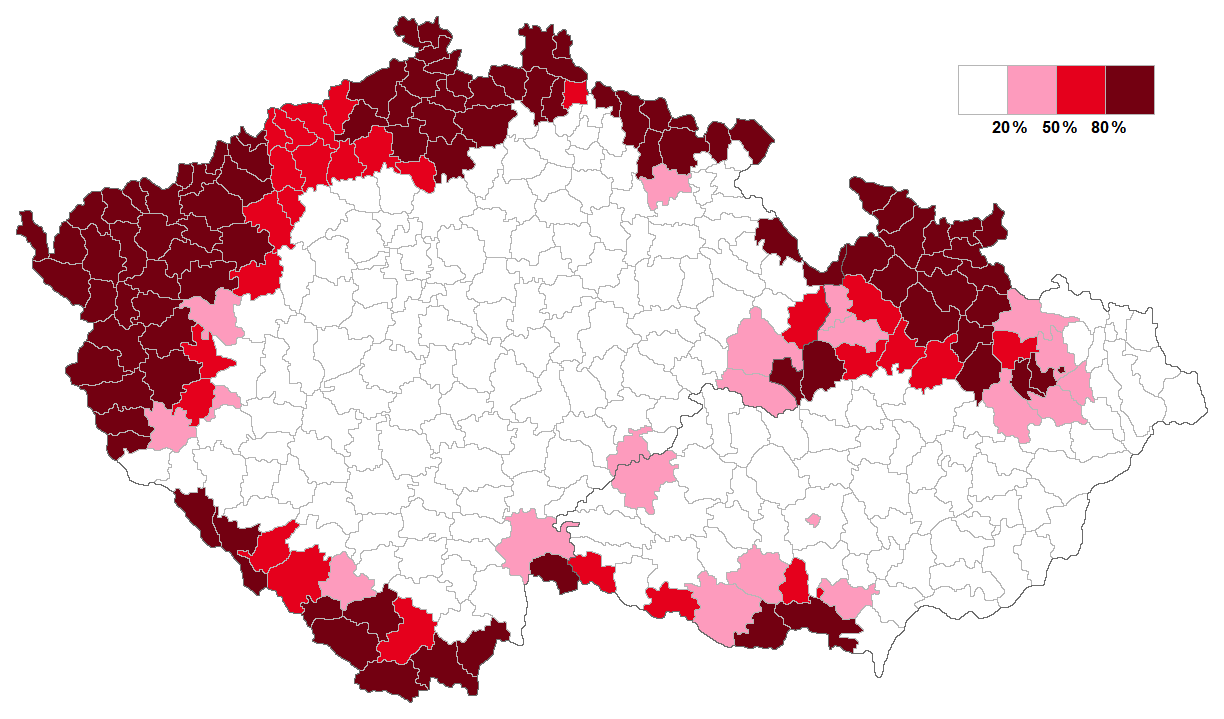
Procentowy udział Niemców wśród mieszkańców w powiatach sądowych według spisu z 1930 na terenie dzisiejszych Czech

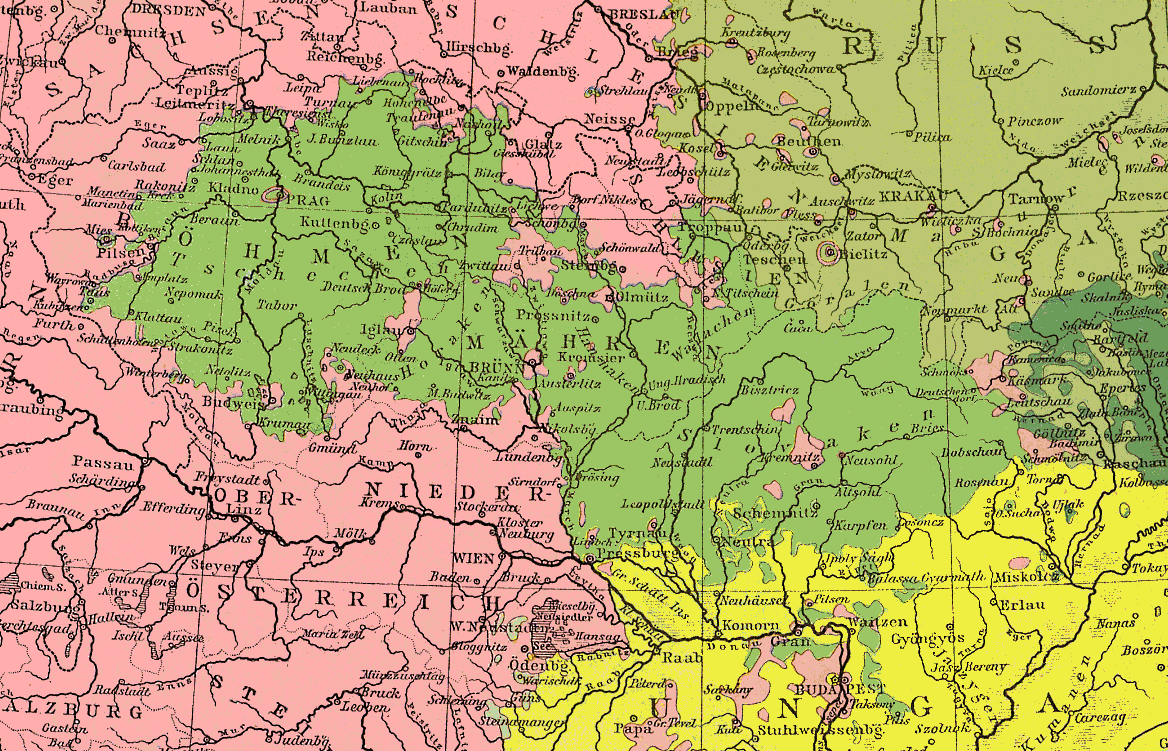
Języki używane na terenie Czech, Moraw, Śląska i terytoriów ościennych na mapie z 1880 roku. Zasięg języka niemieckiego zaznaczony jest na różowo

Niemcy sudeccy lub Sudetoniemcy (niem. Sudetendeutsche, cz. sudetští Němci, Sudetoněmci, Sudeťáci) – mniejszość narodowa zamieszkała na terytorium Czech, Moraw i Śląska Czeskiego, które pod koniec okresu międzywojennego przekształcono w Kraj Sudetów, po II wojnie światowej (lata 1945–1950) przesiedlona do Niemiec i Austrii. Liczebność grupy wynosiła 3,2 mln w 1930 (22,3% mieszkańców Czechosłowacji). Termin Niemcy sudeccy wprowadził niemiecki działacz polityczny Franz Jesser w początku XX wieku.

## Kolonizacja średniowieczna
Kolonizację pogranicznych, górskich ziem rozpoczęli Przemyślidzi, przede wszystkim Przemysł Ottokar I na pocz. XII w. Ponieważ ludność czeska niechętnie się tam osiedlała, sprowadzano osadników z krajów niemieckich, zwłaszcza alpejskich. Początkowo byli to głównie poszukiwacze rud i drogich kamieni, górnicy, drwale, węglarze, szklarze (m.in. z Wenecji), później pasterze, na końcu rolnicy.
Kolejne fale kolonizacji następowały za Karola IV, po wojnach husyckich, po wojnie trzydziestoletniej.
Początkowo kolonizacja miała przyczyny głównie ekonomiczne, dopiero później doszedł pierwiastek ideologiczny – narodowościowy i religijny.

## Kolonizacja niemiecka w Czechach w XVII wieku
W 1620 roku, po wygranej przez Unię katolicką bitwie na Białej Górze nastąpiła kolejna fala kolonizacji niemieckiej. Zwycięscy Habsburgowie postanowili rozprawić się z nielojalną szlachtą czeską: jej przywódców ścięto na praskim rynku, a większa część dóbr szlacheckich została skonfiskowana i przekazana osobom zasłużonym dla dynastii. Wielkie nadania ziemskie objęły popleczników Habsburgów pochodzących z Włoch, Hiszpanii i krajów niemieckich. Na skutek prześladowań oraz działań wojennych Królestwo Czeskie wyludniło się, a wielu Czechów zbiegło na Śląsk oraz do Polski tworząc wspólnoty Braci czeskich.

## Niemcy sudeccy po 1918 roku
Po oderwaniu się Czechosłowacji od Austrii 28 października 1918 i proklamowaniu przez nią niepodległości, czescy, morawscy i śląscy Niemcy postanowili również korzystać z prawa narodów do samookreślenia. W tym celu proklamowano powstanie prowincji Deutsch Böhmen, Sudetenland (dawny zachodni Śląsk Austriacki, Morawy północne i wschodnie Czechy), Böhmerwaldgau (przylegający do Górnej Austrii i mający być do niej przyłączony Okręg Szumawski) oraz Deutschsüdmähren (Niemieckie Morawy Południowe, które miały być przyłączone do prowincji Dolna Austria), które jako pierwsze złożyły akces do proklamowanej 12 listopada w Wiedniu Republiki Austrii Niemieckiej. Rozwiązanie takie miałoby geograficzny sens jedynie w wypadku późniejszego połączenia Austrii z Niemcami, jednakże państwa Ententy, obawiając się wzmocnienia pokonanych Niemiec, wykluczyły taki scenariusz. Przez pewien czas rozważano możliwości wyłączenia z historycznych granic państwa czeskiego zamieszkałych przez ludność niemiecką i sąsiadujących z Austrią terytoriów południowych Moraw i południowych Czech, ponadto wrzynających się w terytorium niemieckie tzw. worków w rejonie miejscowości Aš, Frydlant i Rumburk, a także rejonu Chebu, jednakże w obliczu powstania Węgierskiej Republiki Rad, mocarstwa zachodnie postanowiły nie zmieniać granic historycznych (będących w większości naturalnymi granicami górskimi) i w podpisanym 10 września 1919 traktacie w Saint-Germain-en-Laye zadecydowały o pozostaniu spornych rejonów w granicach Czechosłowacji. Państwo to kontrolowało zresztą sporne obszary już od końca listopada 1918 r., kiedy wojska czechosłowackie zaczęły wkraczać na obszar zbuntowanych prowincji. Niemcy nie pogodzili się z tą sytuacją i wielokrotnie demonstrowali chęć oddzielenia się od Czechosłowacji, np. 4 marca 1919 roku, tj. w dniu wyborów parlamentarnych w Austrii, których przeprowadzenia na terenach spornych zabronił rząd czechosłowacki, w czasie demonstracji w 11 miejscowościach Czech i Moraw doszło do starć z armią czechosłowacką, w których zginęło lub zmarło z ran 58 zabitych.
Wrogość między Czechami i Niemcami sudeckimi datowała się od bardzo dawna, już od XIV wieku, a nasiliła się w wiekach następnych, gdy Habsburgowie faworyzowali Niemców jako grupę rządzącą w Czechach i prowadzili politykę przymusowej germanizacji. Antagonizm narodowościowy zwiększały także podziały wyznaniowe i polityczne: Czesi byli na ogół niechętni katolicyzmowi i monarchii austro-węgierskiej, podczas gdy Niemcy zaliczali się do gorliwych zwolenników tej religii i państwa. Pogłębiały się też różnice ekonomiczne między Krajem Sudetów, którego gospodarka oparta na przemyśle szklarskim i włókienniczym podupadała, a pozostałym terenem Czech, gdzie szybko rozwijały się nowe gałęzie przemysłu m.in. samochodowego i zbrojeniowego. Chociaż Czechosłowacja gwarantowała Niemcom sudeckim szeroki katalog praw obywatelskich, to nie czuli się oni obywatelami tego państwa o zdecydowanym charakterze słowiańskim. Na terenie Kraju Sudetów, szczególnie od 1935, działały pro-nazistowskie i pro-faszystowskie organizacje (m.in. Partia Sudeckoniemiecka), które popierały rozbiór Czechosłowacji i przyłączenie części jej terytorium do Niemiec.

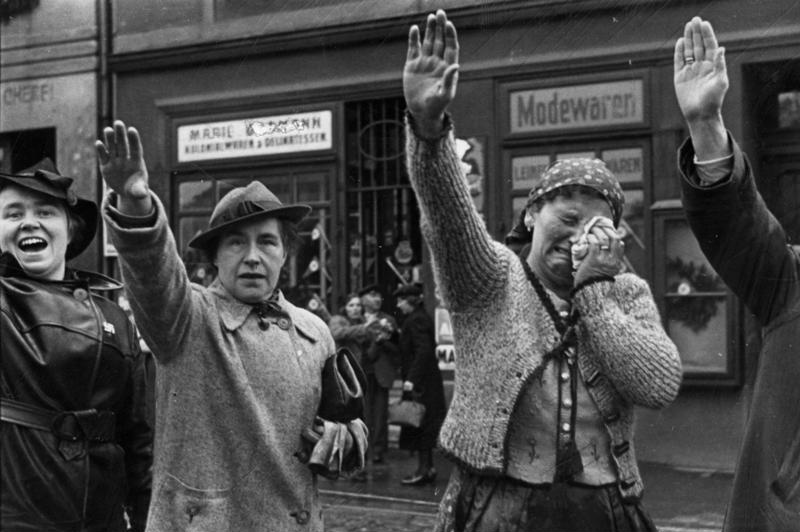
Niemcy sudeccy witają wkraczający Wehrmacht, 1938

Na konferencji w Monachium Adolf Hitler zażądał przyłączenia Kraju Sudetów do Rzeszy, co stało się zaraz po Konferencji. Ziemie sudeckoniemieckie zostały zajęte przez Niemcy w październiku 1938. Z ich północnej części utworzono Okręg Rzeszy Kraj Sudetów, zaś tereny południa Czech przyłączono do Bawarii (okręg Bawarska Marchia Wschodnia) i do okręgów utworzonych w miejscu zaanektowanej Austrii Marchii Wschodniej (okręg Górny Dunaj i okręg Dolny Dunaj). Kraik hulczyński wrócił do prowincji śląskiej (od 1941 r. górnośląskiej).
Po II wojnie światowej na mocy tzw. Dekretów Beneša niemal wszystkich Niemców sudeckich wysiedlono do Niemiec i Austrii. Bawaria przejęła nad nimi patronat, rząd bawarski uważa Niemców sudeckich za jedną z czterech grup etnicznych Bawarii.

## Symbole Niemców sudeckich

Flaga Niemców sudeckich

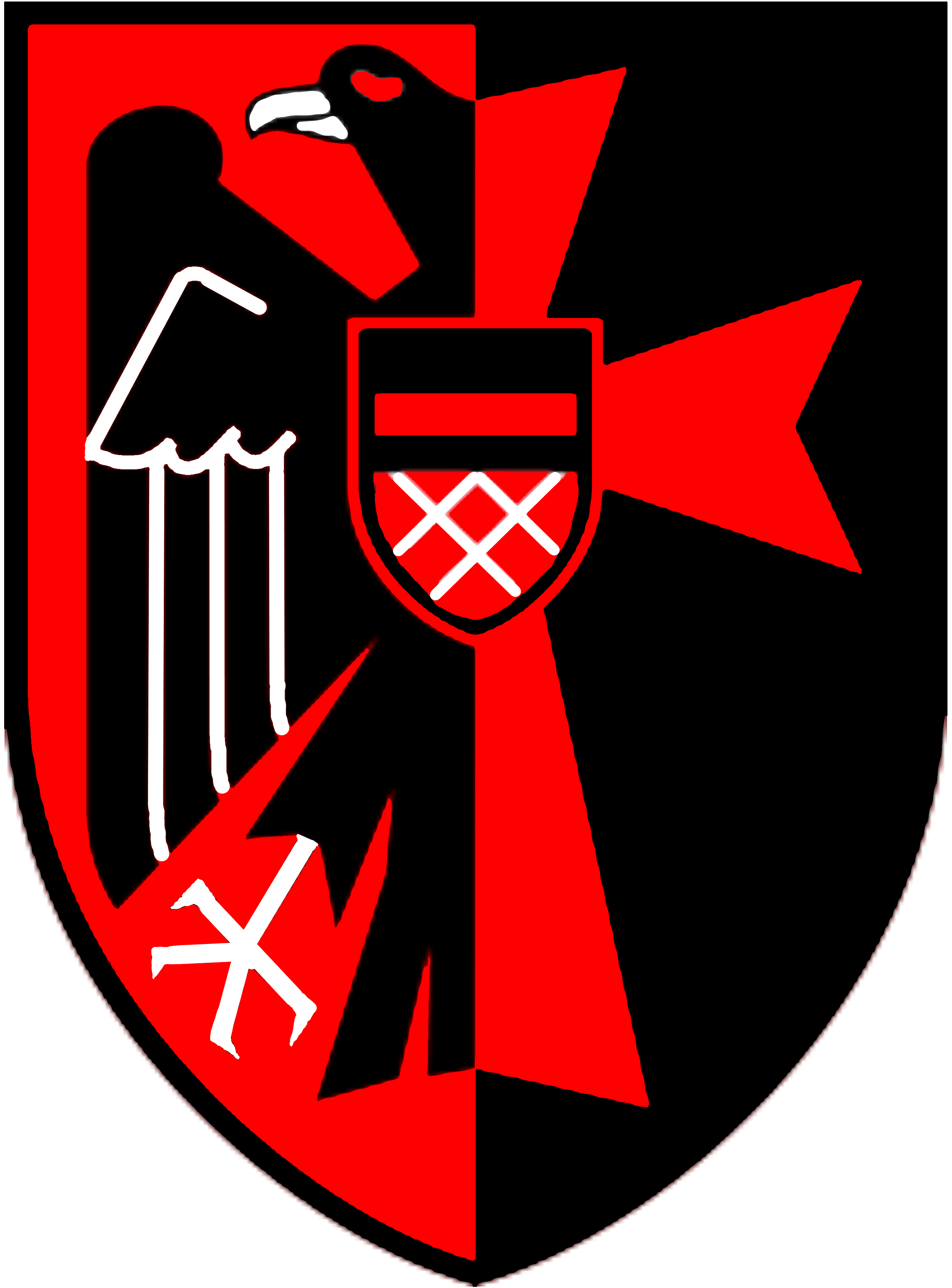
Herb Niemców sudeckich

Herb Okręgu Sudeckiego (1938–1945) z lat 1940–1945

Flaga Niemców sudeckich jest prostokątem podzielonym na trzy poziome pasy (czarny, czerwony i czarny) jednakowej wielkości lub pasy o proporcjach 1:2:1. Na znak żałoby upamiętniając zabitych Niemców sudeckich 4 marca 1919 r. złoty pasek z flagi Związku Niemieckiego został zastąpiony przez kolor czarny. Flaga sudeckoniemiecka istnieje od 1927 roku. Istnieje również wariant flagi sudeckoniemieckiej z herbem sudeckoniemieckim.
Współczesny herb Niemców sudeckich powstał 30 lipca 1950 r. W polu prawym (heraldycznie) znajduje się czarny orzeł Rzeszy w czerwonym polu jako symbol „wielowiekowej przynależności do Rzeszy” (do 1806 r.), jak i „połączenia z jej losem”. W lewym polu (heraldycznie) znajduje się połowa czerwonego krzyża w czarnym polu, odnosząca się do zakonu niemieckiego, którego największym baliwatem (niem. „Ballei”) był baliwat Czech, Moraw i Śląska Sudeckiego z siedzibą w Chomutowie, jako głównego czynnika kolonizacji niemieckich terenów wschodnich. Na piersiach orła widnieje fragment herbu Wolnego Miasta Rzeszy – Chebu (Eger), srebrna krata na czerwonym tle, nad którą znajduje się czarno-czerwono-czarna flaga sudeckoniemiecka.
Projektowany w 1919 roku wielki herb Republiki Niemieckiej Austrii zawierał m.in. symbole prowincji Niemieckie Czechy (lew czeski z listkiem dębowym w rękach) i Kraj Sudetów (głowy lwa czeskiego, orła morawskiego i orła śląskiego), a także herby 3 niemieckich wysp językowych na Morawach wewnętrznych (miasta Brno, Igława i Ołomuniec).
W latach 1940–1945 funkcjonował herb Okręgu Rzeszy Kraj Sudetów. W polu pierwszym znajdował się na czerwonym tle czarny orzeł przemyślidzki (orzeł świętowacławski – dawny herb Czech aż do połowy XIII wieku), w polu drugim dwudzielnym w słup orzeł morawsko-śląski, z prawej (heraldycznie) na srebrnym tle połowa orła czarnego z białą przepaską w kształcie półksiężyca (herb Śląska Sudeckiego), z lewej na czarnym tle połowa orła w szachownicę srebrno-czerwoną (herb Moraw). W polu dolnym znajdowała się na czerwonym tle krata srebrna – fragment herbu wolnego miasta Rzeszy – Chebu (Eger) jako symbol ziemi chebskiej (Egerlandu).
Stowarzyszenie Genealogów Sudeckoniemieckich założone w 1926 r. ma w herbie głowy orła morawskiego, orła śląskiego i lwa czeskiego.
Ziomkostwo Sudeckoniemieckie w Argentynie (niem. Sudetendeutsche Landsmannschaft in Argentinien, hiszp. Asociación de Sudete-Alemanes en la Argentina), ustanowione w kwietniu 1936 roku, ma w emblemacie stylizowane litery SdL oraz krzyż i emblemat podobne do emblematu nazistowskiej Partii Sudeckoniemieckiej (niem. Sudetendeutsche Partei) ze stylizowanymi literami SdP.
Hymnem sudeckoniemieckim jest pieśń Roberta Junga Kraj Sudetów, mój kraj ojczysty (niem. Sudetenland, mein Heimatland) z 1997 roku.